# Крек, Грегор
Грегор Крек (нем. Gregor Krek; 8 марта 1840, en:Četena Ravan — 2 августа 1905, Грац) — словенский филолог, специалист по славянским языкам и славянскому фольклору.
По происхождению словенец, родился в крестьянской семье. Окончил университет в Граце (1864) и был в нём профессором славянской филологии. В молодости писал стихи на словенском языке. Своей известностью был обязан сочинению «Введение в историю славянской литературы» (нем. «Einleitung in die slavische Literaturgeschichte», Грац, 1874). Другие его работы: «Ueber die nominale Flexion des Adjectivs im Alt- und Neuslovenischen», «Grundzüge der Slavischen Altertumskunde», «Slavische Etnographie», «Geschichte der slavischen Philologie», «Einfluss des Christentums auf Sprache und Mythos der Slaven», «Die antiken und mittelalterlichen Sagenstoffe in den slavischen Litteraturen», «Die Volksepik der Slaven», «Das Wesen der slavischen traditionellen Literatur», «Sprachliche und sachliche Erklärung des Слово о полку Игореве» и др. Крек был членом-корреспондентом Санкт-Петербургской академии наук.